# ادواردو لانچینی
ادواردو لانچینی (انگلیسی: Edoardo Lancini؛ زادهٔ ۱۰ آوریل ۱۹۹۴) بازیکن فوتبال اهل ایتالیا است.
از باشگاه‌هایی که در آن بازی کرده‌است می‌توان به باشگاه فوتبال نووارا و باشگاه فوتبال برشا اشاره کرد.